# Eremitkasik
Eremitkasik (Cacicus solitarius) är en fågel i familjen trupialer inom ordningen tättingar.

## Utseende
Eremitkasiken är en helsvart kasik med gräddvit näbb. Mörka ögon skiljer den från ecuadorkasik och gulnäbbad kasik, som båda har ljusa ögon. Jämfört med andra helsvarta trupialer är den större och gängligare samt har längre näbb.

## Utbredning och systematik
Fågeln förekommer från tropiska norra Venezuela till centrala Argentina och Amazonområdet i Brasilien. Den behandlas som monotypisk, det vill säga att den inte delas in i några underarter.

## Levnadssätt
Eremitkasiken hittas kring korvsjöar, våtmarker och trögflytande floder. Där födosöker den i tät vattennära vegetation.

## Status och hot
Arten har ett stort utbredningsområde, men tros minska i antal, dock inte tillräckligt kraftigt för att den ska betraktas som hotad. Internationella naturvårdsunionen IUCN listar arten som livskraftig (LC).